# Аваруїт
Аваруї́т — мінерал, самородний сплав нікель—залізо координаційної будови.

## Загальний опис
Містить Ni — 67,7 %; Fe — 32,3 %.
- Сингонія кубічна.
- Форми виділення. Утворює зерна і дрібні лусочки.
- Густина — 8,1.
- Твердість — 5.

Ізотропний.
Вперше знайдено у 1885 році.
Зустрічається як вторинний мінерал у серпентинізованих перидотитах, серпентинітах, трахітах, кварцових порфірах. Зустрічається в гірських породах і в метеоритах. Виявлений у місячному ґрунті. Рідкісний.